# Крайдерсвілл (Огайо)
Крайдерсвілл (англ. Cridersville) — селище (англ. village) в США, в окрузі Оґлез штату Огайо. Населення — 1791 особа (2020).

## Географія
Крайдерсвілл розташований за координатами 40°39′4″ пн. ш. 84°8′46″ зх. д. / 40.65111° пн. ш. 84.14611° зх. д. (40.651238, -84.146002).  За даними Бюро перепису населення США в 2010 році селище мало площу 2,32 км², уся площа — суходіл.

## Демографія
Згідно з переписом 2010 року, у селищі мешкали 1852 особи в 766 домогосподарствах у складі 482 родин. Густота населення становила 797 осіб/км².  Було 807 помешкань (348/км²).
Расовий склад населення:
| - 98,3 % — білих - 0,4 % — чорних або афроамериканців - 0,1 % — корінних американців |

До двох чи більше рас належало 1,2 %. Частка іспаномовних становила 1,6 % від усіх жителів.
За віковим діапазоном населення розподілялося таким чином: 24,4 % — особи молодші 18 років, 54,8 % — особи у віці 18—64 років, 20,8 % — особи у віці 65 років та старші. Медіана віку мешканця становила 41,8 року. На 100 осіб жіночої статі у селищі припадало 87,3 чоловіків;  на 100 жінок у віці від 18 років та старших — 79,8 чоловіків також старших 18 років.
Середній дохід на одне домашнє господарство  становив 44 399 доларів США (медіана — 33 477), а середній дохід на одну сім'ю — 54 026 доларів (медіана — 43 750). Медіана доходів становила 44 808 доларів для чоловіків та 31 154 долари для жінок. За межею бідності перебувало 21,8 % осіб, у тому числі 37,8 % дітей у віці до 18 років та 12,6 % осіб у віці 65 років та старших.
Цивільне працевлаштоване населення становило 617 осіб. Основні галузі зайнятості: виробництво — 28,4 %, освіта, охорона здоров'я та соціальна допомога — 27,2 %, мистецтво, розваги та відпочинок — 9,6 %, науковці, спеціалісти, менеджери — 8,4 %.